# Noise (Boris)
Noise è il diciannovesimo album in studio del gruppo musicale giapponese Boris, pubblicato nel 2014.

## Tracce
Versione Giapponese CD 1 (本編)
1. Melody (黒猫メロディ) – 6:40
2. Vanilla – 4:15
3. Ghost of Romance (あの人たち) – 5:49
4. Heavy Rain (雨) – 6:12
5. Taiyo no Baka (太陽のバカ) – 3:36
6. Angel – 18:42
7. Quicksilver – 9:51
8. Siesta (シエスタ) – 2:50

CD 2 (Another Noise)
1. Bit – 9:35
2. Kimi no Yukue (君の行方) – 4:51
3. Yuushikai Revue (有視界 Revue) – 3:32
4. Discharge (ディスチャージ) – 5:32

Versione internazionale
1. Melody – 6:40
2. Vanilla – 4:15
3. Ghost of Romance – 5:50
4. Heavy Rain – 6:13
5. Taiyo no Baka – 3:36
6. Angel – 18:43
7. Quicksilver – 9:50
8. Siesta – 2:52

Tracce Bonus Live Download 
1. Riot Sugar (Karlsruhe, Germany 20110701)
2. 8 (Madrid, Spain 20110624)
3. Spoon (Karlsruhe, Germany 20110701)
4. Flare (Montreal, Canada 20111024)
5. Window Shopping (Montreal, Canada 20111024)
6. Statement (Vienna, Austria 20110707)

## Formazione
- Takeshi – basso, chitarra, voce
- Wata – chitarra, voce, effetti, echo
- Atsuo – batteria, voce